# 小倉彩愛
小倉 彩愛（おぐら さえ、2000年9月3日 - ）は、日本の女子プロゴルファー。所属は明治安田生命。
4歳の時、ご両親が2歳年上の姉の誕生日にゴルフセットをプレゼントした。それを一緒に使って姉は直ぐに飽きたが彩愛は飽きずゴルフ練習を始める。ミレニアム世代の１人

## アマチュア時代
父親が自宅の庭の木を伐採し、芝を張り30yardのアプローチ可能な練習場を手作りをしてそこで練習をして居た。

### 大会優勝
- 2012年　岡山県ジュニアゴルフ選手権小学生高学年女子の部
- 2014年　岡山県ジュニアゴルフ選手権
- 2014年　中国ジュニア選手権新人戦
- 2015年　岡山県クィーンズゴルフ
- 2015年　岡山県ジュニアゴルフ選手権
- 2015年　日本ジュニアゴルフ選手権　女子12歳～14歳の部
- 2016年　中国女子アマチュアゴルフ選手権
- 2017年　中国ジュニアゴルフ選手権

### ツアートーナメント
- 2017年　日本女子オープン3位(ローアマ）
- 2019年11月JLPGAプロテストを受けるが不合格。
- 2021年6月2度目のプロテストを受験し合格する。

## プロ戦績

### 2021シーズン
シーズン後半からトーナメントツアー3試合とステップアップツアー4戦に出場したが成績は振るわなかった。
新人戦 加賀電子カップ4位と健闘した。
QTで12位となり翌シーズン前半の出場権を獲得した。

### 2022シーズン
KKT杯バンテリンレディスオープン（4月第3週）で、3位タイから出た最終日に3アンダー「69」をマークし、首位タイでホールアウト。植竹希望、西村優菜、吉田優利との4人でのプレーオフでは、惜しくもツアー初優勝はならなかったものの、ツアー自己最高の2位タイに入る健闘を見せました。 。
7月、第1回QTリランキングニッポンハムレディスクラシック終了時点で16位となりミヤギテレビ杯ダンロップ女子オープンゴルフトーナメント(9月)までの出場権を獲得した。
QTリランキングー

## プロフィール
- 出身:岡山県総社市。
- 家族:父・母・姉の4人。
- 師匠:
- 所属:明治安田生命保険
- スポンサー:イーグル工業
- サポート:PGMホールディングス
- 用具:ダンロップゴルフ
- ウェア:V12
- マネジメント:パシフィックゴルフマネージメント